# Вон Юклон, Тони
Вон Яньлун (кит. 黃振隆), более известный под псевдонимом Вон Юклон (кит. 黃玉郎) или Тони Вон — гонконгский иллюстратор и автор маньхуа, прежде всего известный как создатель Oriental Heroes — первого произведения в жанре гонконгские маньхуа. За свой вклад в комиксы, он удостоился прозвища «Крёстный отец гонконгских комиксов» или просто «Гонконгский король комиксов». Помимо этого, он работал над Batman:Hong Kong.

## Список работ
- Oriental Heroes (龍虎門; «Dragon-Tiger-Gate»)
  - Originally titled Little Rascals (小流氓)
- Weapons of the Gods (神兵玄奇; «Mysterious Weapons of the Gods») or Senjata Misteri
- Mega Dragon and Tiger (龍虎５世; «Dragon and Tiger V»)
- The Legend of Emperors (天子傳奇; «Emperor Legend») about the first Emperor of Tang Dynasty, Li Shimin
- Legendary Couples (神鵰俠侶; «Companion of the Condor Hero») adaptation of Louis Cha’s The Return of the Condor Heroes
- Demi-Gods and Semi-Devils (天龍八部)
- Buddha’s Palm (如來神掌)
- Drunken Master (醉拳; «Drunken Fist»)